# Caverna Plovers Lake
A caverna Plovers Lake é uma cavidade dolomítica preenchida por brechas contendo fósseis na África do Sul.  A caverna está localizada a cerca de 4 km a sudeste dos conhecidos sítios sul-africanos contendo hominídeos de Sterkfontein e Kromdraai e a cerca de 36 km a noroeste da cidade de Joanesburgo, África do Sul. Plovers Lake foi declarado Patrimônio Nacional da África do Sul.